# 浅間神社 (三島市)
浅間神社（せんげんじんじゃ）は、静岡県三島市芝本町にある神社。伊豆国三宮のち二宮。浅間神社の1つ。

## 概要
古くは三嶋大社八所別宮の1所であった。また摂社ともされたが、現在は独立している。
式内社「伊賀牟比売命神社」論社に挙げられるが、有力視はされていない。一般に、この火牟須比命神社は熱海市の伊豆山神社摂社の雷電神社と考えられており、当社はその遥拝所とする説がある。社名は伊豆山神社の本地仏・十一面千手千眼観音の仏名「せんげん」から「浅間」の神名に転訛したとされる。
神階は、『伊豆国神階帳』によれば「正一位 千眼大菩薩」とされる。また、元は伊豆国三宮であったが、二宮八幡宮（現在の若宮神社）が大社境内に遷座してのち二宮になったという。しかし、四宮である広瀬神社が三宮に昇格したという記録はなく、一説に三宮は楊原神社とされる。
例祭は7月15日・16日。かつては富士登山をするときに、必ずこの神社に詣でたと伝えられている。また、境内周辺の湧き水は 下流町村の灌漑用水となっていた。

## 祭神
- 主祭神
  - 木花開耶姫命
  - 波布比売命
- 相殿神
  - 瓊々杵命
  - 火明命
  - 火蘭降命
  - 彦火々出見命

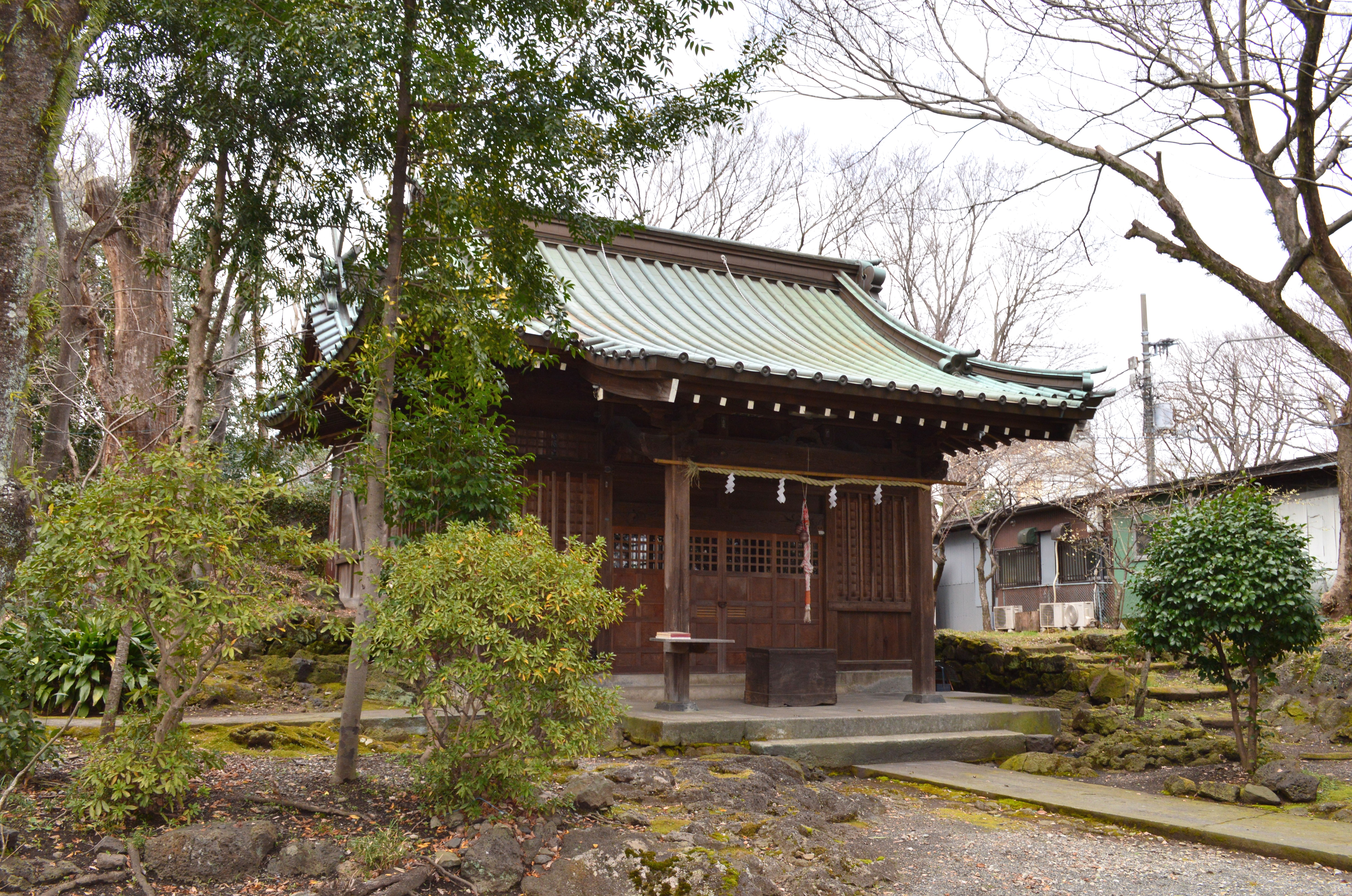
浅間神社拝殿

木花開耶姫命は三嶋大社の祭神である三嶋大神（大山祇命）の娘であり、また、波布比売命は『三宅記』によれば三嶋大神が大島に置いた后である。さらに相殿神の瓊々杵命は木花開耶姫命の夫であり、火明命、火蘭降命、彦火々出見命はその息子たちである。つまり、三嶋大社の祭神の妻と娘、そして娘の家族を祀っていることになる。

## 出典

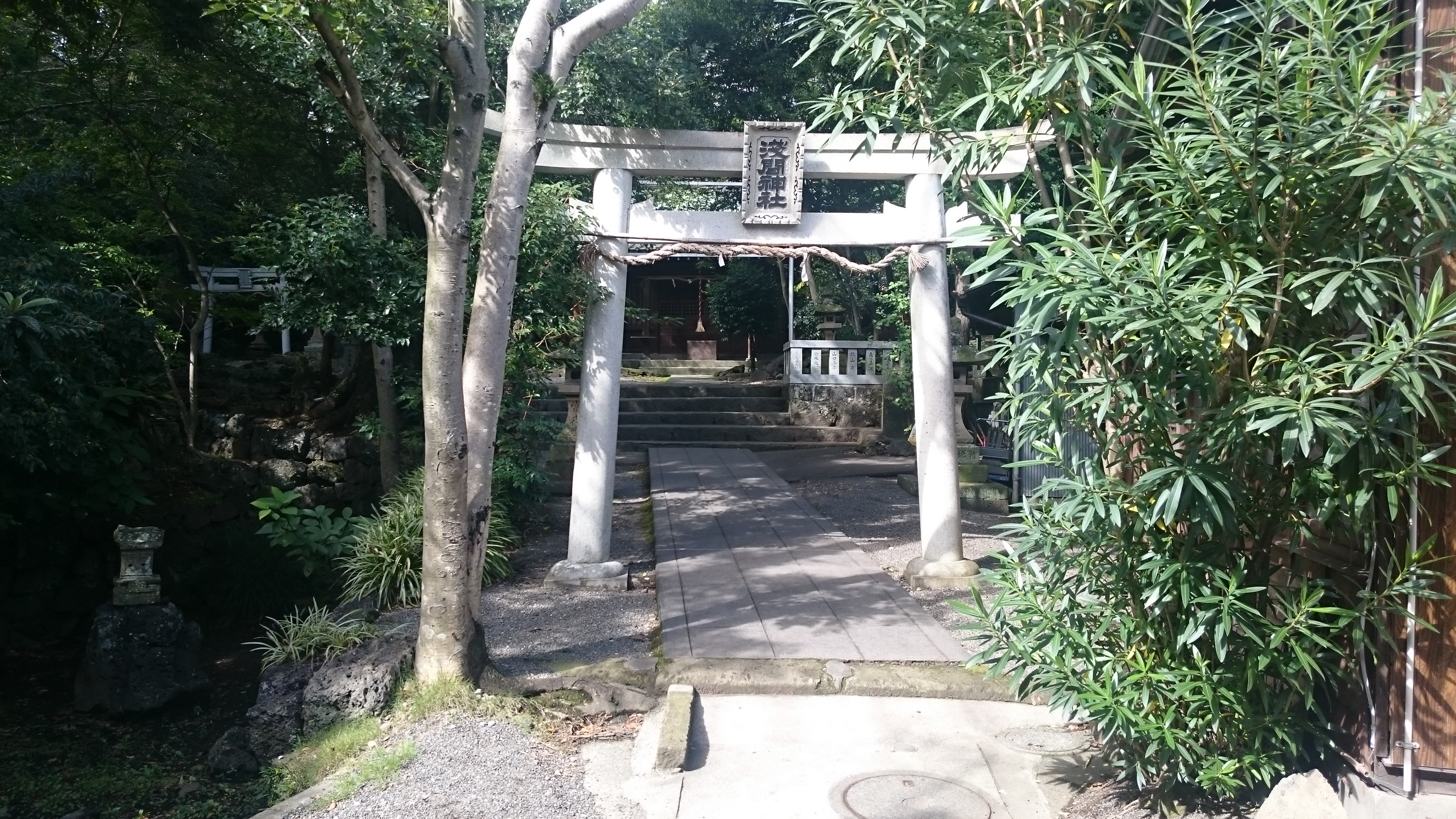
浅間神社鳥居

## 境内社

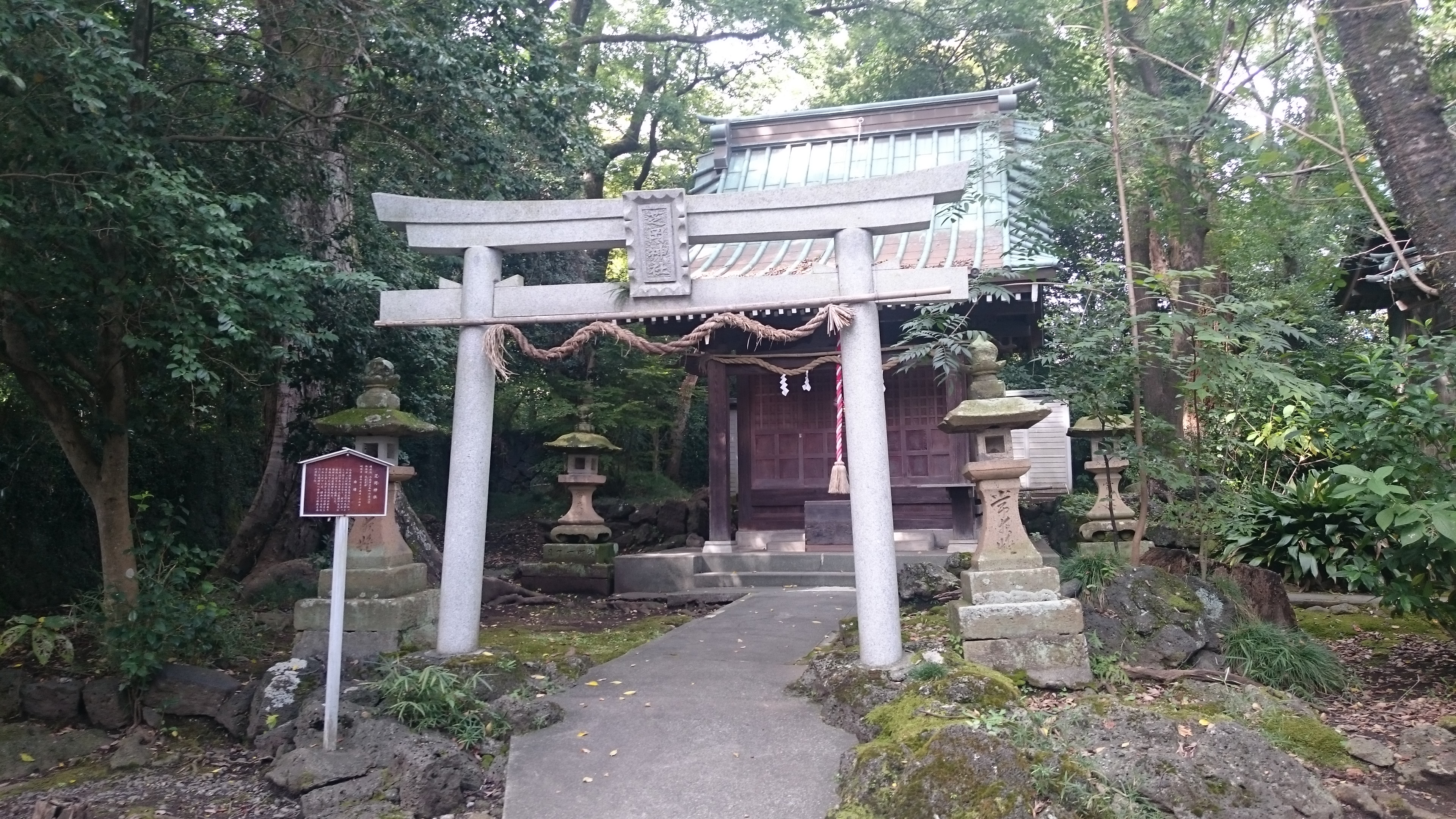
芝岡神社
- 祭神：高産霊神
- 社格：村社
- 例祭：7月15日・16日

浅間神社の社殿左側に鎮座する。元は世古本陣の世古六太夫家の邸内に祀られていた屋敷神社であったが、明治4年（1871年または1872年）に芝町の氏神として祭られることとなり、村社に列せられた。1877年（明治10年）3月の三島宿の大火で類焼するも、1880年（明治13年）に復興した。昭和27年7月に浅間神社へ合祀され、社殿と共に現在地へ移転した。本殿の下に大きな円形の石である「霊石」があり、子供の守り神とされている。